# 종란속
종란속(鐘蘭屬, 학명: Codonorchis 코도노르키스[*])은 난초아과의 단형 족인 종란족(鐘蘭族, 학명: Codonorchideae 코도노르키데아이[*])에 속하는 유일한 속이다. 속명인 "코도노르키스"는 고대 그리스어로 "종"을 뜻하는 "코돈(κώδων)"과 "고환"을 뜻하는 (그러나 이후 난초류 이름에 붙어 '난초'를 뜻하게 되기도 한) "오르키스(ὄρχις)"의 합성어이다.

## 하위 분류
- 종란(C. lessonii (d'Urv.) Lindl.)
- C. canisioi Mansf.